# Michelangelo Pira
Michelangelo Pira (Bitti, 1938 - Quartu Sant'Elena, 1980) és un periodista, antropòleg i escriptor en sard i italià, un dels primers a publicar estudis sobre el sard i els seus problemes. Pertanyia a una família de pastors, i de jovenet va perdre la seva mare, de manera que es traslladà a Oschiri amb el seu pare, on treballava de pastor d'ovelles. Estudià al liceu de Sàsser i es llicencià en lletres a la Universitat de Càller on va donar classes d'antropologia cultural i història del periodisme a la Facultat de Ciències Polítiques. Impressionat per les teories d'Antonio Pigliaru i Antonio Gramsci articulà el seu propi pensament sobre els temes de la llengua i la cultura sardes. El 1968 va desenvolupar una anàlisi original dels problemes lingüístics de Sardenya, abordant per primer cop el perill de mort de la llengua a causa del seu desús. Per al tercer canal de televisió de la RAI va supervisar un reportatges sobre alguns aspectes antropològics de la província de Nuoro
La seva obra més important és La rivolta dell'oggetto, publicada el 1978, on abordava el problema de la identitat a través de la inversió de la relació de dependència de la cultura sarda, considera possible un desenvolupament alternatiu de l'organització social i educativa on, extingit l'Estat, la societat es convertia en la base d'una educació contínua. Col·laborà a la revista «Ichnusa» i altres publicacions periòdiques. Va morir sobtadament el 1980.

## Obres
- Sardegna tra due lingue, Cagliari, La Zattera 1968
- La rivolta dell'oggetto, Giuffré, Milano, 1978
- Antropologia della Sardegna, Milano, Giuffré, 1978
- Paska Devaddis, per un teatro dei sardi, Edizioni della Torre, 1981
- Sos Sinnos, Edizioni della Torre, 1983
- Isalle, AM&D Edizioni, 1996
- Il Villaggio elettronico, 1997